# Marcel the Shell
Marcel the Shell (Marcel the Shell with Shoes On) è un film d'animazione del 2021 co-scritto, diretto, co-ideato e co-montato da Dean Fleischer Camp.
Basato sull'omonima serie di cortometraggi diretta dallo stesso Dean Fleischer Camp.
È stato presentato in anteprima al Telluride Film Festival il 3 settembre 2021, seguita da una distribuzione limitata nelle sale statunitensi da parte della A24 il 24 giugno 2022 e una wide release dal 15 luglio.

## Trama
Marcel è una conchiglia con un occhio e delle scarpe da ginnastica. Vive in una casa con la nonna Connie, anch'ella una conchiglia. La casa, precedentemente appartenuta a una coppia poi separatasi, viene affittata su Airbnb e arriva Dean, un regista. Marcel gli parla della sua vita, delle sue ambizioni e di come passa il tempo. Dean decide di girare alcuni video e di caricarli in rete. Marcel diventa una celebrità, e il programma televisivo 60 Minutes decide di sostenerlo nel suo sogno: cercare la sua famiglia e tornare a vivere in una comunità.

## Distribuzione
Il film è stato presentato in anteprima al Telluride Film Festival il 3 settembre 2021. Inoltre, è stato anche mostrato al South by Southwest nel marzo del 2022.
I diritti della pellicola sono stati acquistati nel mese di novembre 2021 dalla A24, che ha l'ha distribuita limitatamente in alcune sale statunitensi il 24 giugno 2022 mentre la wide release è iniziata a partire dal 15 luglio. In Italia è stato distribuito da Lucky Red e Universal Pictures a partire dal 9 febbraio 2023.

## Accoglienza

### Critica
Il film è stato acclamato dalla critica cinematografica. Secondo l'aggregatore di recensioni Rotten Tomatoes, il film ha ottenuto un indice di apprezzamento del 98% e un voto di 8,30 su 10 sulla base di 189 recensioni. Il consenso critico del sito recita: «intenso, profondo e assolutamente commovente, Marcel the Shell with Shoes On è intrattenimento animato con vero cuore». Su Metacritic, il film ha ottenuto un voto di 81 su 100 sulla base di 34 recensioni.

## Riconoscimenti
- 2023 – Premio Oscar[12]
  - Candidatura al miglior film d'animazione
- 2023 – BAFTA[13]
  - Candidatura al miglior film d'animazione
- 2023 – Critics' Choice Awards[14]
  - Candidatura al miglior film d'animazione
- 2023 – Golden Globe[15]
  - Candidatura al miglior film d'animazione
- 2022 – Saturn Award[16]
  - Miglior film d'animazione
- 2023 – Satellite Award
  - Miglior film d'animazione